# 581
581 (DLXXXI) var ett normalår som började en onsdag i den julianska kalendern.

## Händelser

### Okänt datum
- Tauric Chersonesus belägras av göktürkarna.
- Suidynastin ersätter Norra Zhoudynastin, den sista av de norra dynastierna i Kina. Första härskaren i Suidynastin är Sui Wen Di.
- Den "stora staden Helu" döps om till Suzhou under Suidynastin i Kina.

## Födda
- Umar ibn al-Khattab, muslimsk kalif (troligen detta år)
- Yan Shigu

## Avlidna
- Taspar Khan, Qağan av göktürkarna
- Feng Xiaolian
- Kejsar Jing av Norra Zhou